# Manastir (Niška Banja)
Pour les articles homonymes, voir Manastir.
Manastir (en serbe cyrillique : Манастир) est un village de Serbie situé dans la municipalité de Niška Banja et sur le territoire de la ville de Niš, district de Nišava. Au recensement de 2011, il comptait 6 habitants.

## Démographie
| 1948 | 1953 | 1961 | 1971 | 1981 | 1991 | 2002 | 2011 |
| ---- | ---- | ---- | ---- | ---- | ---- | ---- | ---- |
| 122  | 118  | 101  | 27   | 6    | 2    | 2    | 6    |

|  |